# Tretioscincus
Tretioscincus – rodzaj jaszczurek z rodziny okularkowatych (Gymnophthalmidae).

## Zasięg występowania
Rodzaj obejmuje gatunki występujące w Kolumbii, Wenezueli, Gujanie, Surinamie, Gujanie Francuskiej, Brazylii oraz na Wyspach Nawietrznych. 

## Systematyka

### Etymologia
Tretioscincus: gr. τρητος trētos „przewiercony, mający otwór”; łac. scincus „rodzaj jaszczurki, scynk”, od gr. σκιγκος skinkos lub σκιγγος skingos „rodzaj jaszczurki, scynk”.

### Podział systematyczny
Do rodzaju należą następujące gatunki: 
- Tretioscincus agilis
- Tretioscincus bifasciatus
- Tretioscincus oriximinensis